# Scout Taylor-Compton

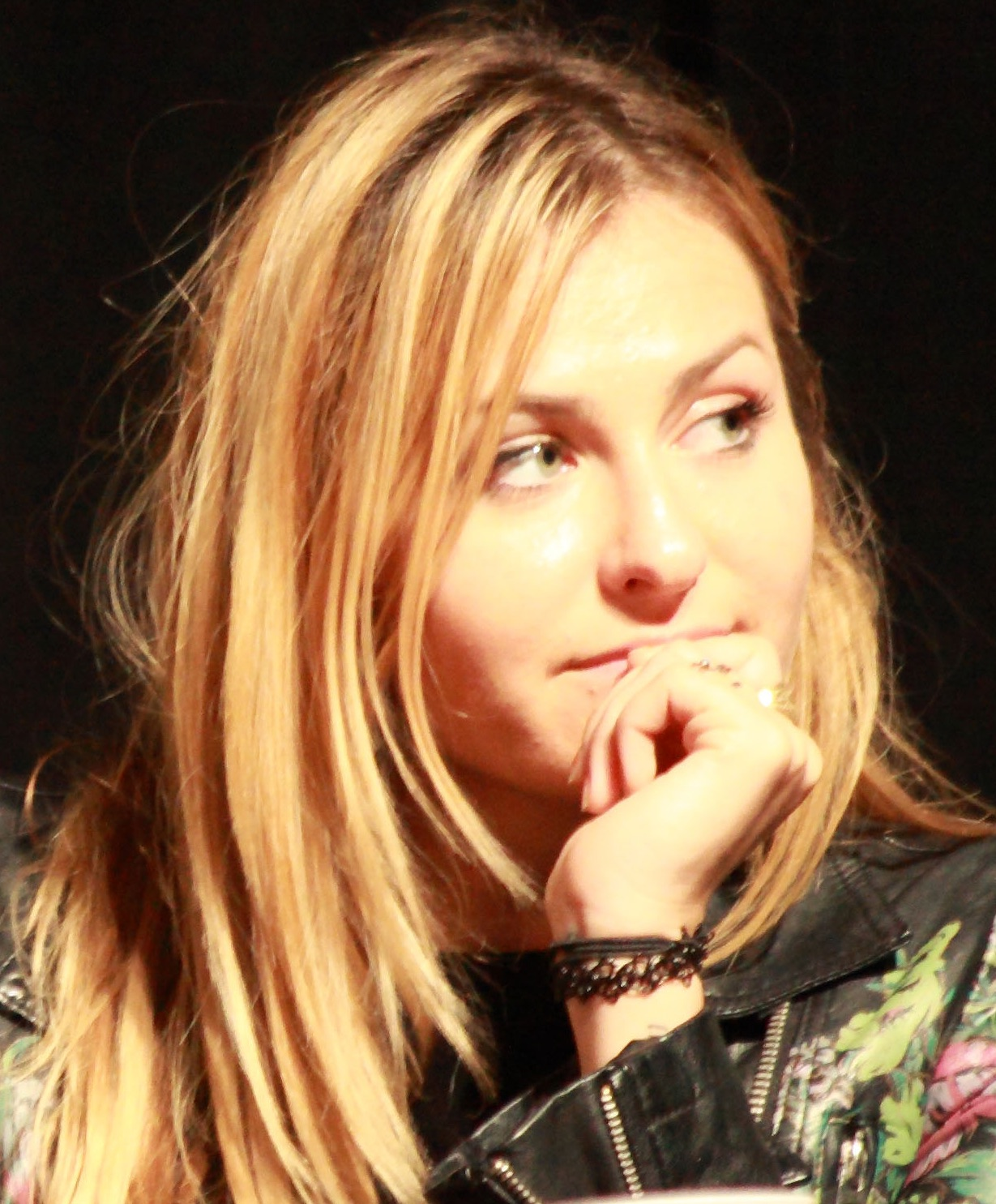
Scout Taylor-Compton (2014)

Scout Taylor-Compton (* 21. Februar 1989 in Long Beach, Kalifornien; bürgerlich Desariee Starr Compton) ist eine US-amerikanische Schauspielerin.

## Leben und Karriere
Taylor-Compton steht seit ihrem neunten Lebensjahr vor der Kamera. Sie hatte Gastauftritte in Fernsehserien wie beispielsweise Ally McBeal, Emergency Room – Die Notaufnahme und Cold Case – Kein Opfer ist je vergessen und war u. a. in der Teenie-Komödie Plötzlich verliebt (2004) und dem Horrorfilm Zombies (2006) zu sehen. Von 2001 bis 2004 spielte sie in vier Episoden der Gilmore Girls als Clara Forester mit. In der Serie Charmed – Zauberhafte Hexen hatte sie in sieben Folgen die Rolle einer Fee.
Im August 2005 geriet Taylor-Compton in die Schlagzeilen, als sie von ihrer Familie als vermisst gemeldet wurde. Sie wurde nach zwei Wochen bei einer Freundin gefunden, bei der sie sich wegen eines Streits mit ihren Eltern versteckt hatte. Mittlerweile macht sie wieder positive Karrieremeldungen und setzte sich um die Rolle der Laurie Strode in der Neuverfilmung des Kulthorrorfilms Halloween von Rob Zombie durch.
Seit Oktober 2021 betreibt sie den wöchentlichen Podcast „Talk Scary To Me“ mit der Schauspielerin Danielle Harris.

## Filmografie (Auswahl)
- 2001–2004: Gilmore Girls (Fernsehserie, 4 Folgen)
- 2003: 7 Songs
- 2003: Audrey’s Rain (Fernsehfilm)
- 2003: The Lyon's Den (Fernsehserie, Folge 1x03)
- 2003, 2005–2006: Charmed – Zauberhafte Hexen (Charmed, Fernsehserie, 8 Folgen)
- 2004: Plötzlich verliebt (Sleepover)
- 2005: Cold Case – Kein Opfer ist je vergessen (Cold Case, Fernsehserie, Folge 2x15)
- 2006: A.W.O.L. (Kurzfilm)
- 2006: The Honeyfields (Kurzfilm)
- 2006: Without a Trace – Spurlos verschwunden (Without a Trace, Fernsehserie, Folge 4x23)
- 2006: Zombies (Wicked Little Things)
- 2006: Standoff (Fernsehserie, Folge 1x09)
- 2006: Tomorrow is today
- 2007: Close to Home (Fernsehserie, Folge 2x21)
- 2007: Halloween
- 2007: Janett Oke: Liebe wagt neue Wege
- 2007: An American Crime
- 2008: April, April – Tote scherzen nicht (April Fool’s Day)
- 2008: The Governor’s Wife (Fernsehfilm)
- 2009: Love At First Hiccup
- 2009: Halloween II
- 2009: Obsessed
- 2009: Sunset Vampires
- 2009: Smile Pretty
- 2010: CSI: Den Tätern auf der Spur (CSI: Crime Scene Investigation, Fernsehserie, Folge 10x13)
- 2010: The Runaways
- 2010: Love Ranch
- 2010: Triple Dog
- 2011: Hot 247°F – Todesfalle Sauna (247°F)
- 2012: The Silent Thief
- 2014: Wet and Reckless
- 2014: Flug 7500 – Sie sind nicht allein (Flight 7500)
- 2015: Tag
- 2015: Return to Sender – Das falsche Opfer (Return to Sender)
- 2015–2016: Nashville (Fernsehserie, 7 Folgen)
- 2016: Dirty Lies
- 2016: Rosewood (Fernsehserie, 2 Folgen)
- 2016: Cured (Kurzfilm)
- 2017: Get the Girl
- 2017: Ghost House
- 2017: Andover
- 2017: Feral
- 2017: The Beast Within
- 2018: Abducted (Diverted Eden)
- 2018: Cynthia
- 2018: Randy's Canvas
- 2018: Edge of Insanity
- 2019: The Lumber Baron
- 2019: The Lurker
- 2019: Eternal Code
- 2020: Star Light
- 2020: Getaway
- 2020: Penance Lane
- 2021: Room 9
- 2021: An Intrusion
- 2021: Apache Junction
- 2021: A Stalker in the House
- 2021: A Daughter's Deceit (Fernsehfilm)
- 2022: Framed by My Sister (Fernsehfilm)
- 2022: The Long Night
- 2022: Chariot
- 2022: Allegoria
- 2023: Topannah
- 2023: The Best Man
- 2023: Bury the Bride
- 2023: Captive
- 2023: The Love Hunt (Fernsehfilm)
- 2023: Hashtag Proposal (Fernsehfilm)
- 2023: Edge of Insanity
- 2023: A Creature Was Stirring
- 2024: They Turned Us Into Killers
- 2024: Model House
- 2024: Ladybug
- 2024: Desert Fiends
- 2025: Into the Deep
- 2025: Devil May Cry (Fernsehserie, Stimme)
- 2025: S.W.A.T. (Fernsehserie, Folge 8x21)